# Phytomyza varipes
Phytomyza varipes este o specie de muște din genul Phytomyza, familia Agromyzidae, descrisă de Macquart în anul 1835. Conform Catalogue of Life specia Phytomyza varipes nu are subspecii cunoscute.